# Saint-Bonnet
Saint-Bonnet – miejscowość i gmina we Francji, w regionie Nowa Akwitania, w departamencie Charente. Nazwa miejscowości pochodzi od imienia św. Boneta.
Według danych na rok 1990 gminę zamieszkiwały 374 osoby, a gęstość zaludnienia wynosiła 21 osób/km² (wśród 1467 gmin regionu Poitou-Charentes, Saint-Bonnet plasuje się na 649. miejscu pod względem liczby ludności, natomiast pod względem powierzchni na miejscu 471.).